# Maffei 2
Maffei 2 è una galassia a spirale intermedia nella costellazione di Cassiopea. Fa parte del gruppo di galassie di Maffei 1.

## Descrizione
È stata scoperta, congiuntamente a Maffei 1, nel 1968 da Paolo Maffei, da cui prende il nome, tramite la sua emissione nell'infrarosso, in quanto si trova nella zona d'ombra galattica ed è in gran parte oscurata da stelle e polveri della Via Lattea.
Inizialmente classificato come oggetto a emissione infrarossa, la sua natura galattica è stata riconosciuta nel 1971 valutandola come un potenziale membro del Gruppo Locale. Dopo circa un ventennio di studi ne è stata esclusa l'appartenenza arrivando a definire il nuovo gruppo che prende il nome dalla vicina Maffei 1.
In considerazione della magnitudine assoluta e delle dimensioni si può prevedere che, tra qualche milione di anni, quando per effetto del moto di rivoluzione del sistema solare attorno alla Via Lattea il centro della galassia non si frapporrà più sulla linea di visuale di Maffei 2, questa sarà uno degli oggetti più interessanti del cielo notturno.

## Galleria d'immagini

Un mosaico di immagini riprese da WISE nella costellazione di Cassiopeia; Maffei 2 è la galassia spirale in alto
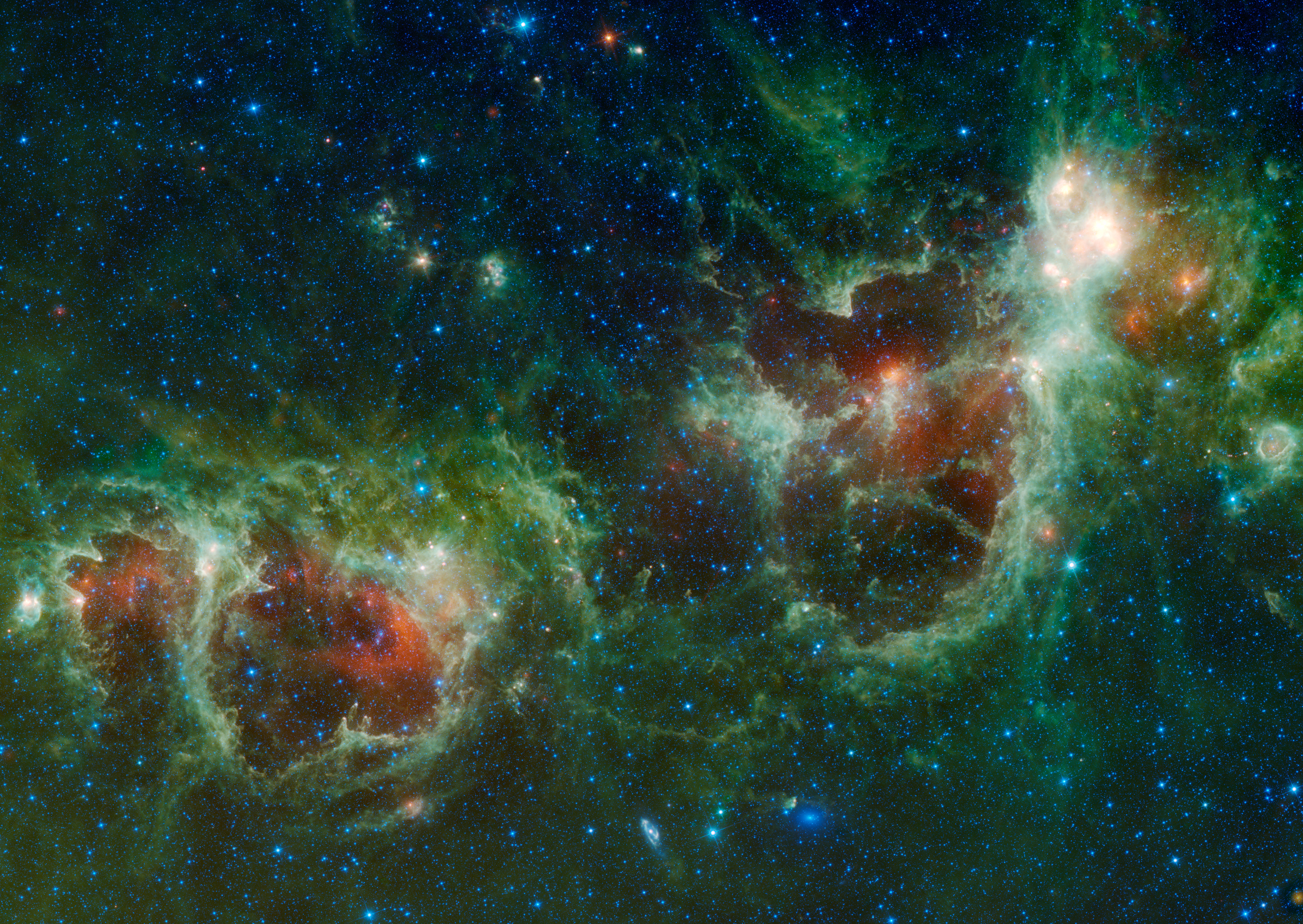
Heart & Soul nebulae (WISE); Maffei 2 è la galassia spirale in basso